# 兖石铁路
兖石铁路位于中國山东省南部，西起兖州市境内的程家庄站，东到日照市境内原名石臼所站的日照站。
1981年開始施工，1985年建成，全长307.9公里，共有车站39个。自1985年12月31日交付济南铁路局临管运营，1986年1月1日正式通车，全线共有38個車站。兖石铁路的建成，利于山西、山東煤炭的外运及沿线经济的振兴。

## 连接铁路
- 兖州站：京沪铁路、新兖铁路
- 平邑站：东平铁路
- 朱保站：枣临铁路
- 临沂站：胶新铁路
- 铁牛庙站：坪岚铁路
- 日照西站：青盐铁路、日兰高速铁路
- 巨峰南站：瓦日铁路